# Heimerziehung in der Schweiz
Die Heimerziehung in der Schweiz reicht zurück bis ins 18. Jahrhundert.

## Geschichte

### Zeit von den Anfängen der Heimerziehung bis in die 1960er Jahre
Zu den weltbekannten Schweizer Pionieren im Bereich der Heimerziehung zählen Johann Heinrich Pestalozzi und Philipp Emanuel von Fellenberg. Die Heimerziehung betraf seit Gründung der ersten Waisenhäuser, Rettungsanstalten und Armenerziehungsanstalten vor allem Kinder aus der Unterschicht sowie aussereheliche Kinder oder Kinder aus diskriminierten Gruppen (Jenische, Fremdarbeiter), zudem Kinder von Suchtkranken.
Die deklarierte Absicht, diesen Kindern bessere Lebenschancen zu bieten als in ihrem familiären und sozialen Umfeld, scheiterte oft an strukturellen und finanziellen Fragen, die zusammenhingen. Weil die Versorger der Kinder (Fürsorge- und Vormundschaftsbehörden) von den politisch vorherrschenden Gruppierungen auf möglichst tiefe Kosten für solche Institutionen eingeschworen wurden, bevorzugten sie grosse Heime, geführt von billigen Arbeitskräften (oft Angehörige katholischer Orden oder evangelikaler protestantischer Gruppen), die zudem durch angegliederte Gartenbau- und Landwirtschaftsbetriebe mittels strenger Kinderarbeit der Zöglinge die Kosten möglichst tief hielten. Mädchenheimen waren oft Wäschereibetriebe angegliedert. Ebenso hatten die Zöglinge der geschlossenen Institutionen der Zwangsfürsorge für Jugendliche Zwangsarbeit zu leisten.
Dieses Regime ging oft zu Lasten der schulischen Ausbildung. Viele Kinder und Jugendliche verliessen die Heime und Erziehungsanstalten ohne Berufslehre und wurden als landwirtschaftliche Hilfsarbeiter oder Dienstpersonal in bessergestellten Haushalten beschäftigt. Dass Kinder aus Heimen oder Jugenderziehungsheimen dieser Art eine höhere Bildung absolvierten, war sehr selten.
Das schlecht qualifizierte Personal war durch die hohen Belegungszahlen und das ungünstige Verhältnis von Kindern und Jugendlichen zu Betreuenden überfordert. Dies führte einerseits zu mechanischer, serieller Pflege ohne viel Zuwendung zum einzelnen Kind in Säuglings- und Kleinkinderheimen, mit den entsprechenden Erscheinungen von Hospitalismus und Deprivation, sowie zu militärartigem Drill in den Kinder- und Jugendheimen, andererseits aber auch zu Misshandlungen und Gewaltexzessen. Verbreitet, aber oft unentdeckt und meist unbestraft, kam es zu sexuellen Übergriffen und Missbrauch bis hin zur Vergewaltigung seitens der Leitung, des Personals oder auch älterer Zöglinge. Bettnässer wurden erniedrigenden Strafen unterzogen, was ihr Problem meist noch verschärfte. Durch spezifische Kleidung und mangelhaftes oder fehlendes Schuhwerk wurden Heimkinder der Verspottung und Ausgrenzung durch die angrenzende soziale Umgebung ausgesetzt, zusätzlich zur ohnehin vorhandenen Stigmatisierung als „Waisenhäusler“, Heimkinder und „Anstältler“.
In den ersten zwei Dritteln des 20. Jahrhunderts verschärften psychiatrische und heilpädagogische Begutachtungen diese Stigmatisierungen oft noch durch Etikettierungen aus dem Fundus eugenischer und erbhygienischer Ideologeme wie „erblich minderwertig“, „ungünstige Erbanlagen“, „belastete Herkunft“; dies unter Beibehaltung älterer abwertender Etikettierungen wie „haltlos“, „verwahrlost“, „liederlich“ und „schwererziehbar“. Die Zahl der Fremdplatzierungen war in der Schweiz bis in die 1960er Jahre auch deshalb sehr hoch, weil die Fürsorgebehörden Familienauflösungen gegenüber finanziellen Beihilfen an sozial benachteiligte kinderreiche oder Ein-Eltern-Familien bevorzugten, was teilweise auch gesetzlich vorgegeben war.

### Geschichte ab den 1970er Jahren
Mit der Verbesserung der Ausbildung von Heimerziehenden, der Einführung von Sozialpädagogik als Studienfach, der Durchführung und Rezeption von Hospitalismusforschung, der 1968er-Rebellion gegen autoritäre Erziehungsstile sowie der Heimkampagne 1971/72 gingen markante Verbesserungen in Organisation, Finanzierung und Betreuungsverhältnissen vieler Heime und Erziehungsanstalten einher. Zahlreiche früher von Ordensleuten oder anderen religiösen Kreisen geführte Heime wurden geschlossen oder professionellen säkularen Kräften übergeben, aber auch die Zöglingszahl der staatlichen Heime wurde reduziert und auch viele staatliche Heime wurden geschlossen und verkauft oder zu Drogenentzugsstationen oder Unterkünften für Asylsuchende umfunktioniert. Teilweise hielt sich der konservativ-autoritäre Erziehungsstil aber noch bis zur Jahrtausendwende, etwa im Knabenheim «Auf der Grube» bei Bern.
Zum Umdenken trug zudem der vermehrte Bezug auf Menschenrechte und Grundrechte auch der Kinder und Jugendlichen im Zeichen der späten Ratifikation der Europäischen Menschenrechtskonvention durch die Schweiz (1974) bei, dies insbesondere bezüglich der ohne Gerichtsbeschluss oft jahrelang in geschlossenen Anstalten und Zuchthäusern internierten sogenannt „administrativ versorgten“ Jugendlichen. Mehr Supervision, das 4-Augen-Prinzip und bessere, gesetzlich verankerte Kontrollmechanismen sollen, insbesondere seit Einführung des neuen Kinderschutzrechts, das die zivilrechtlichen Bestimmungen aus dem Jahr 1912 zur Vormundschaft und zur Kinder- und Jugendfürsorge am 1. Januar 2013 ablöste, heute bessere Garantien zur guten Ausbildung der Heimkinder ohne Schädigungen durch Misshandlung und Missbrauch sicherstellen.

### 21. Jahrhundert
Nach zunächst in einzelnen Autobiografien, Zeitungsartikeln, Dokumentarfilmen und Fernsehsendungen vorgebrachten Protesten und Anliegen forderten am 28. November 2004 in Glattbrugg rund 250 ehemalige Verdingkinder, Heimkinder und Pflegekinder an einer Tagung die offizielle Anerkennung des ihnen widerfahrenen Unrechts und eine historische Aufarbeitung des Geschehens. In Parallele zu ähnlichen Forderungen in anderen Ländern (Irland, Kanada, Schweden, Deutschland, Österreich u. a.) erhoben die Opfer fürsorgerischer Zwangsmassnahmen auch Forderungen nach finanzieller Entschädigung für die Misshandlungen, die Zwangsarbeit, die schlechte Ausbildung, die Stigmatisierung und die damit verbundenen physischen, psychischen und finanziellen Einbussen.
Am 11. April 2013 entschuldigten sich in Bern, angeführt von Bundesrätin Simonetta Sommaruga (SP), Vertretern von Bund, Kantonen, Gemeinden, Kirchen, Heimverbänden und Bauernverband vor den Medien und zahlreich anwesenden Betroffenen bei allen Opfern dieses Unrechts in der Zeit vor 1981. Gleichzeitig wurden Anlaufstellen für diesen Personenkreis bei den Opferhilfestellen sowie bei den Archiven (zwecks Hilfestellung bei Einsicht, Kopie und Richtigstellung der persönlichen Aktendossiers mit ihren oft sehr herabsetzenden Inhalten) geschaffen. Einzelne Städte und Kantone (Zürich, Winterthur, Kanton Waadt) richten zur Zeit Zahlungen als "symbolische Gesten" an ehemalige Opfer fürsorgerischer Zwangsmassnahmen aus.
Ein paritätisch aus 10 Vertretern der Opferseite und 10 Vertretern der Nachfolgeorganisationen der Täterseite zusammengesetzter Runder Tisch für die Opfer fürsorgerischer Zwangsmassnahmen, ergänzt durch Experten ohne Stimmrecht, konstituierte sich am 13. Juni 2013 in Bern unter der Leitung des bundesrätlichen Delegierten für die Opfer fürsorgerischer Zwangsmassnahmen Alt-Ständerat Dr. iur. Hansruedi Stadler (CVP). Der Runde Tisch soll Empfehlungen zur historischen und juristischen Aufarbeitung sowie zur finanziellen Abgeltung der erlittenen Schädigungen zuhanden der von ihm repräsentierten Institutionen im Sinne der Ansprüche der Opferseite ausarbeiten. Die Organisationen der Opferseite verlangen einen Härtefallfonds für dringliche Notfälle und eine Entschädigung in der Höhe von 120'000 Franken pro geschädigte Person. Einzelne Betroffene stellen gerichtlich weit höhere Forderungen, prallen aber oft an der Einrede der Verjährung ab.
Die Guido Fluri Stiftung, welche bereits 2010 ein Forschungsprojekt zur Aufarbeitung der Geschichte der Kinderheime in der Schweiz gestartet und am 1. Juni 2013 das ehemalige Kinderheim in die nationale Gedenkstätte Mümliswil umgewandelt hat, kündigte am 11. Juli 2013 eine Volksinitiative zur Verankerung der gleichen Ziele in der Verfassung an. Dies um sicherzustellen, dass die angestrebten Ziele erreicht und umgesetzt und nicht, wie 2004 die Forderungen zur Entschädigung der Zwangssterilisierten, wieder abgeblockt werden. Zur rechtlichen Rehabilitierung der sogenannt "administrativ versorgten" Jugendlichen und Erwachsenen lag zudem eine 2011 eingereichte parlamentarische Initiative von Paul Rechsteiner (SP) beim Parlament an.
Am 1. April 2017 trat das Bundesgesetz über die Aufarbeitung der fürsorgerischen Zwangsmassnahmen und Fremdplatzierungen vor 1981 (AFZFG) in Kraft.